# .bs
.bs je národní doména nejvyššího řádu pro Bahamy. Doménu spravuje University of the Bahamas.